# Bocenago
Bocenago är en ort och kommun i provinsen Trento i regionen Trentino-Sydtyrolen i Italien. Kommunen hade 397 invånare (2018).